# 레슬리 배다스

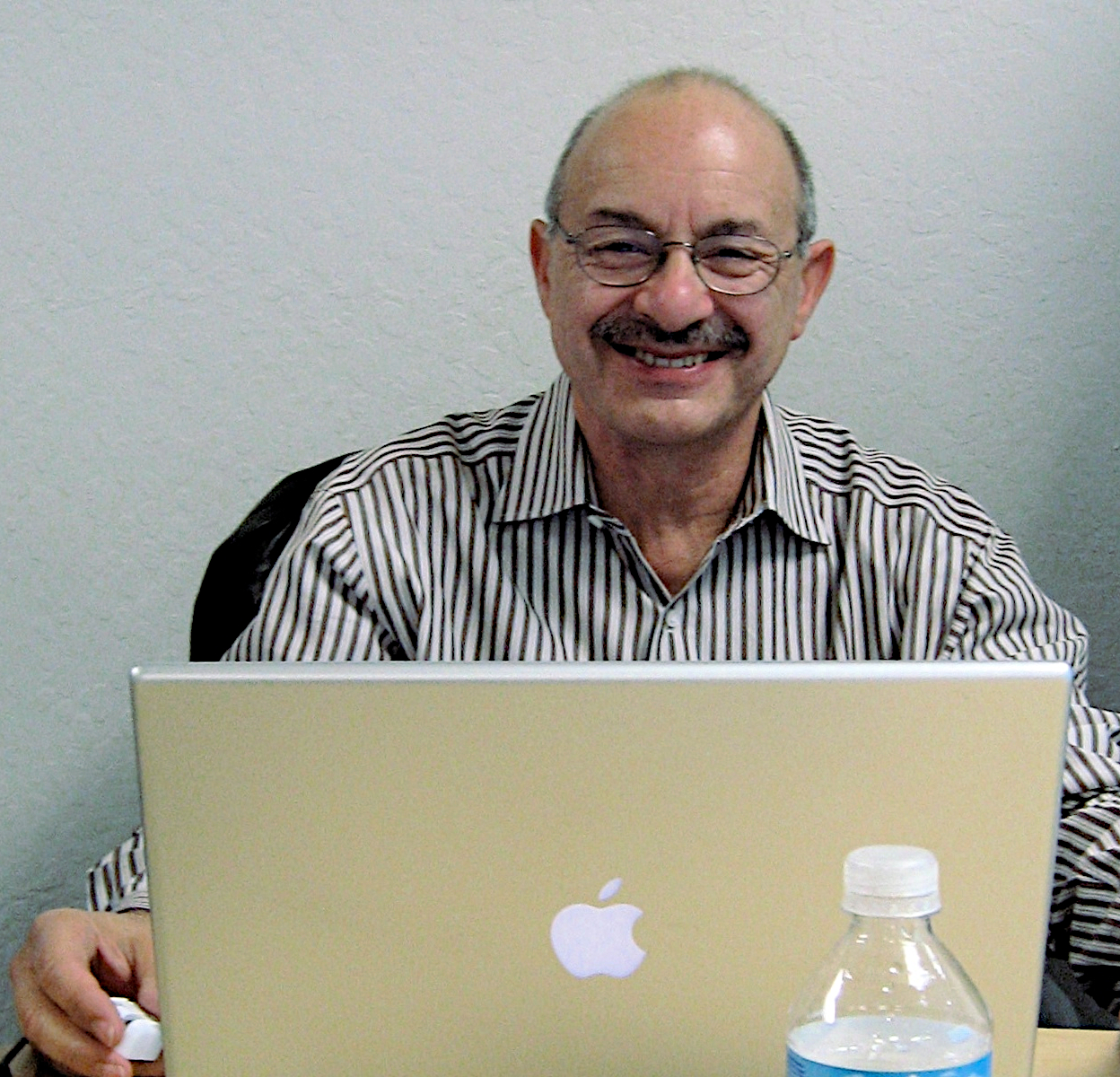

 레슬리 배다스 (영어: Leslie L. Vadász, 1936년 9월 12일 ~)는 헝가리 출신의 미국의 엔지니어로, 인텔의 창립자 중 한 사람이며, 인텔의 사장을 지냈다. 1961년, 캐나다 몬트리올에 소재한 맥길 대학교에서 엔지니어 학사 학위를 받았다. 그는 최초의 마이크로프로세서로 꼽히는 인텔 4004을 만든 사람이다.